# Barrio Inglés (Buenos Aires)

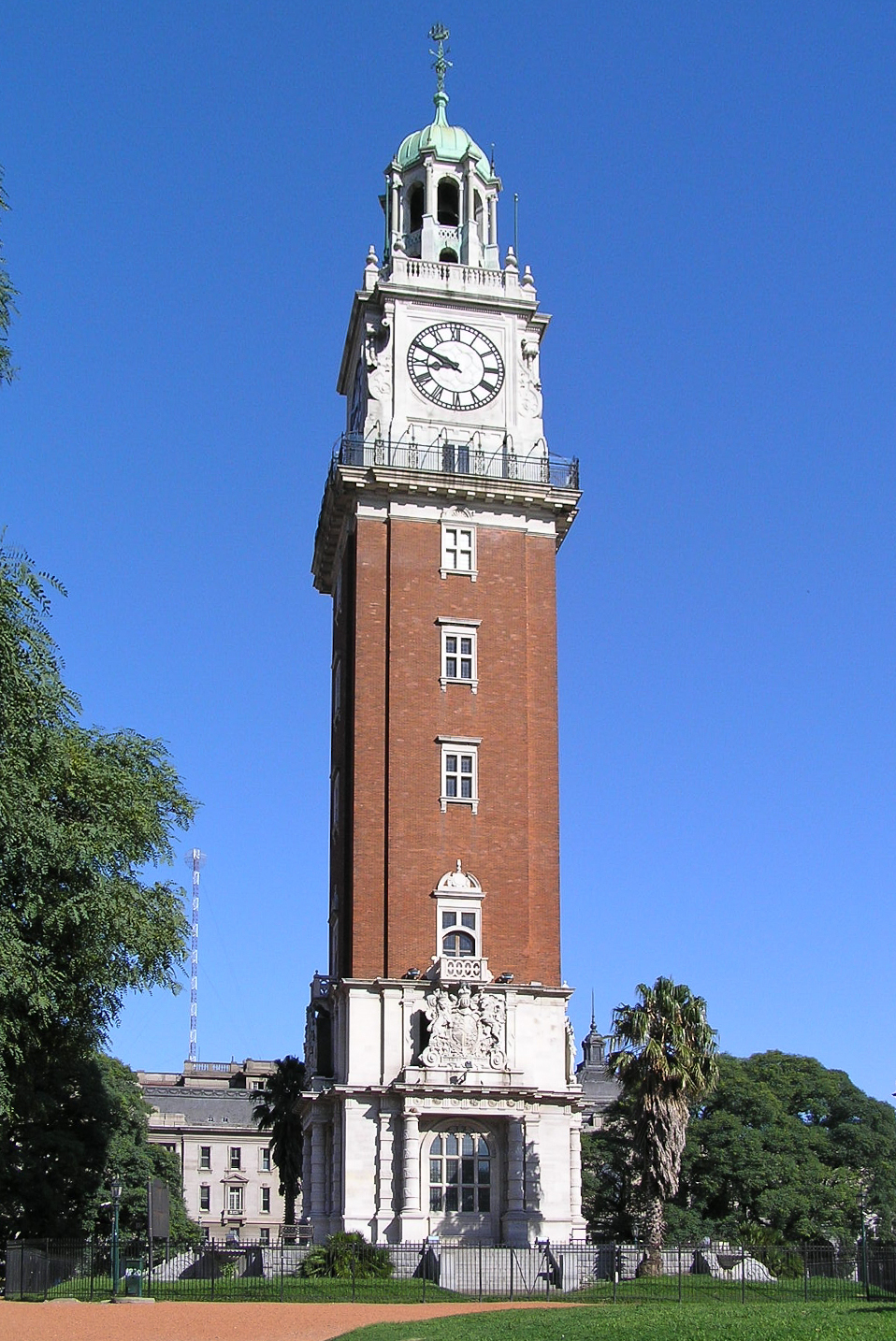
La Torre Monumental en Retiro, Buenos Aires fue construida por residentes ingleses para conmemorar la Revolución de Mayo.

Barrio Inglés es la denominación popular o común de varias zonas de la Ciudad Autónoma de Buenos Aires, que fueron construidas para grupos de trabajadores británicos, usualmente ferroviarios y se caracterizan por tener un gran número de construcciones, especialmente casas, de estilo anglosajón, especialmente neo-tudor, diferenciándose notablemente del resto de las edificaciones de la ciudad.
El "barrio inglés" más conocido es el instalado en el barrio de Caballito, pero no es el único. En el resto de la Ciudad de Buenos Aires suelen existir este tipo de zonas, usualmente en las cercanías de las redes ferroviarias o de alguna industria instalada por inmigrantes de la colectividad británica.

## Inmigración británica en Argentina
Durante el siglo XIX, Gran Bretaña atravesó un creciente proceso emigratorio, que registra su primer aumento significativo entre 1820 y 1830, al finalizar las guerras napoleónicas. Este flujo poblacional luego continuó incrementándose, hasta alcanzar su pico entre 1850 y 1880. En estos años, en Inglaterra se desarrollaba una profunda transformación económica, posibilitada gracias a las innovaciones tecnológicas traídas por la Revolución Industrial. De manera que la situación económica del país auguraba un futuro prometedor. Por ello, la decisión de mudarse de la propia patria no estaría motivada por la necesidad de alejarse de un bajo estándar de vida, sino que, por el contrario, muchos trabajadores contaban con mayores oportunidades. Este factor, sumado a la disminución de los costos para moverse en barco, la mayor velocidad alcanzada por este tipo de transporte, así como la inconformidad con el contexto social local y la persecución de objetivos más ambiciosos, finalmente acabó convenciendo a muchas personas para emprender la travesía fuera de la isla.

Inmigración británica en Argentina, registrada en el censo de 1914.

En cuanto a la elección del destino, sí es cierto que gran parte de la masa migratoria seleccionaba sitios que formaban parte de las numerosas colonias que el imperio británico poseía durante el siglo XIX. Y es que, los viajes a dichos lugares eran fomentados por las autoridades locales por medio de pasajes subsidiados. La mayoría de los migrantes, sin embargo, optó por la búsqueda de una nueva vida en los Estados Unidos de América. Hubo, por otro lado, quienes se apartaron de la elección más común y eligieron otros destinos, como América Latina. Entre estos últimos, la opción más elegida fue la de la Argentina.
Mientras tanto, cruzando el océano, el antes llamado Virreinato del Río de la Plata había marcado una ruptura con el imperio español, y finalmente alcanzado su independencia en 1816. A partir de este largo proceso, en Argentina se sucedió una serie de gobiernos que buscó formular políticas que atrajeran la llegada de inmigrantes, en miras de conformar una creciente población trabajadora que pudiera mantener en pie a la recién creada nación. De esta forma, la Primera Junta, garantizó los derechos de los migrantes extranjeros, y más tarde, el Primer Triunvirato dispuso un conjunto de medidas para ofrecer tierras a quienes arribaran al país. No obstante, estas políticas no rindieron sus frutos de inmediato, puesto que el escenario poscolonial todavía resultaba muy incierto.
Fue a partir de 1820, que la apertura del puerto de Buenos Aires y la liberalización del comercio, comenzaron a atraer a un gran número de comerciantes británicos que vieron en el territorio nuevas oportunidades para progresar. Aun así, la instalación definitiva no era tarea fácil, ya que el desarrollo de actividades comerciales y la adquisición de propiedades estaban estrictamente restringidos para mercaderes extranjeros, a partir de regulaciones que perduraban desde la época del dominio español. En respuesta a estos impedimentos, la creación de la Comisión de Inmigración, en 1820, daría paso a la progresiva eliminación de estas restricciones, con lo que los inmigrantes británicos (y de otras procedencias) lograron empezar a ejercer sus actividades libremente. La mejora del contexto laboral, sumado a la búsqueda de Gran Bretaña de establecer negocios en nuevos escenarios llevaría a que, poco a poco, la llegada de ciudadanos británicos al país se acrecentara. Siguiendo a los comerciantes, comenzarían a arribar al Río de la Plata agricultores, mineros y artesanos. 

## La llegada del ferrocarril
En el transcurso de la segunda mitad del siglo XIX, la ciudad de Buenos Aires atravesó un importante crecimiento urbano, que se vio reflejado en el desarrollo de infraestructura y vías de transporte. En este contexto, fue el político Juan Bautista Alberdi, quien impulsó la llegada del ferrocarril al país, motivado por la necesidad de trazar una red que permitiera vincular los principales centros urbanos y económicos con los puertos de exportación. Con ello, en 1853 comenzó la construcción de la línea de ferrocarril oeste, que se inauguraría en 1857, conectando la actual zona del Teatro Colón, con los barrios de Almagro, Flores, Caballito y Floresta.

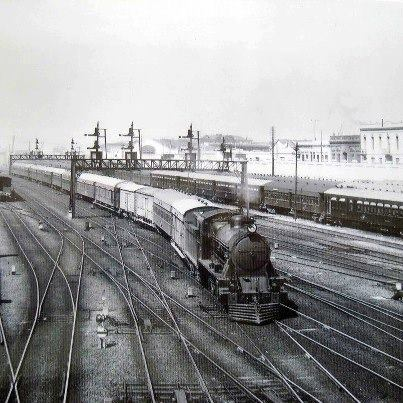
Ferrocarril llegando a la estación de Constitución.

Esta hazaña supuso la importación de materiales y tecnología antes desconocidos en el ámbito local. Por este motivo, el trazado de las vías y los medios de transporte, requirió de la contratación de mano de obra especializada proveniente de la misma Gran Bretaña. De manera que comenzaron a llegar al país ingenieros, capataces y obreros que se instalaron (a veces temporalmente, y otras; permanentemente) para emprender la tarea de generar las arterias de comunicación entre ciudades, barrios periféricos y rurales.
A la creación de la línea Oeste, le siguió la línea Sud, cuya instalación fue impulsada en 1862 por un conjunto de ingleses con residencia en la Argentina, para finalmente inaugurarse en 1865, logrando conectar los mercados de Constitución y Once. Por su parte, el ferrocarril Norte se extendería desde Retiro hacia los pueblos del norte de Buenos Aires, inaugurando su estación en San Fernando en 1864, y continuándose hasta Tigre en 1865. Hacia 1870, entonces, el conjunto de líneas ferroviarias establecidas con origen en la capital argentina, ya abarcaba un complejo tejido que permitía vincular los principales centros económicos del país. 

## Las comunidades suburbanas bonaerenses
La arquitectura industrial británica importada a la Argentina logró esparcirse por una vasta superficie del territorio nacional. Pero este desarrollo de ingeniería e infraestructura edilicia no solo provocó cambios en la lógica de transporte de mercancías, sino que también acarreó una profunda transformación en la cotidianidad de las comunidades de ciudadanos establecidos en los diversos barrios que fueron conectados por el ferrocarril.

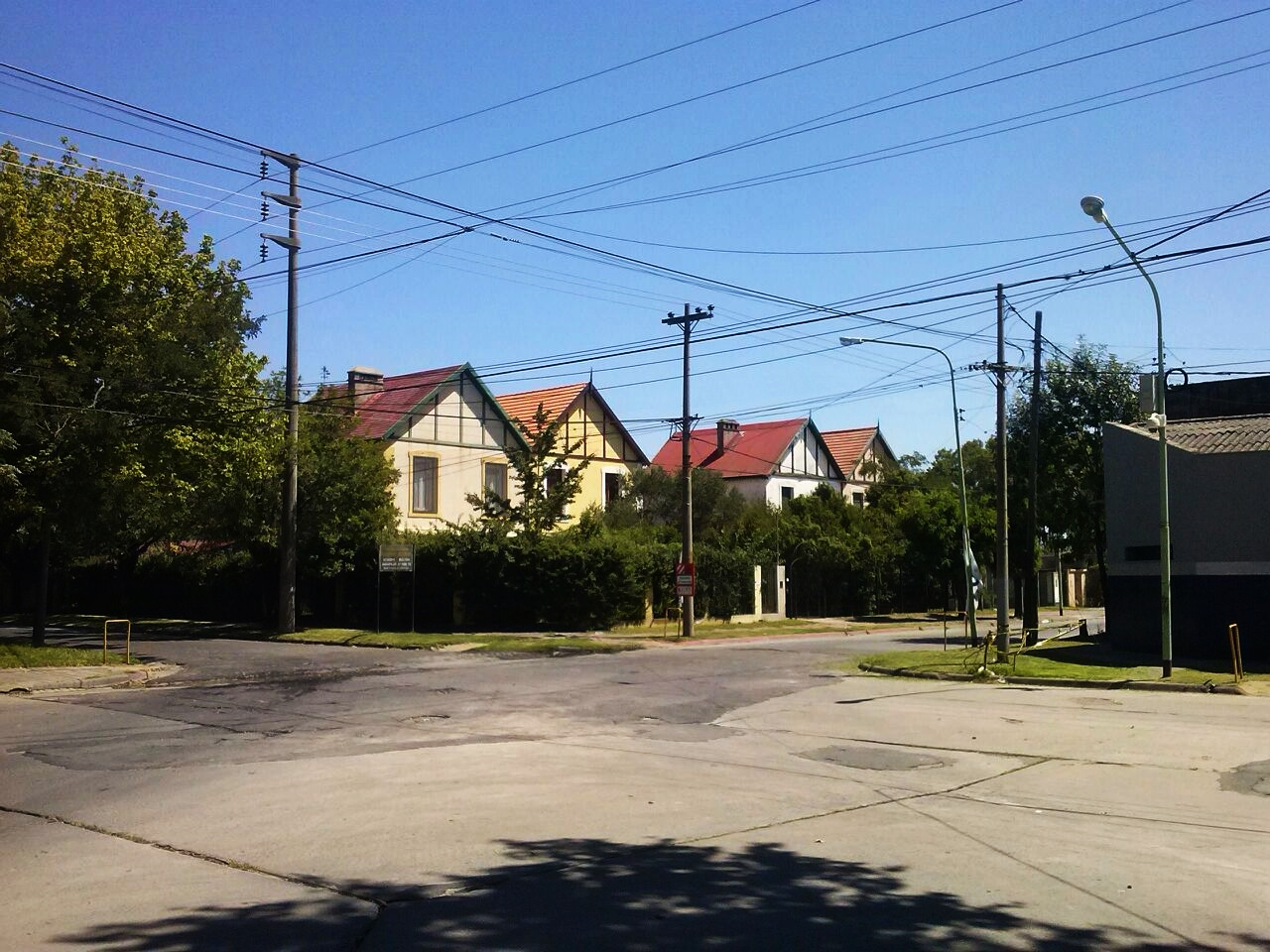
Viviendas inglesas en barrio suburbano de Campana.

En primera instancia, los suburbios de Buenos Aires experimentaron una notable expansión, que fue impulsada principalmente por la nueva conexión a la capital porteña. De esta forma, la llegada de gente desde la ciudad, trajo cambios en el día a día y en los modos de relacionarse de los habitantes de estos pueblos de la periferia. La configuración poblacional de los mismos se construyó, entonces, a partir de la llegada de distintos grupos sociales. A partir de la propagación del cólera y la epidemia de fiebre amarilla en 1871, por ejemplo, los suburbios pasaron de ser considerados como una región de atraso y marginalidad, a ser codiciados por su higiene y aire limpio. Con ello, muchas de las familias pudientes de la capital comenzaron a buscar instalarse en viviendas de fin de semana, desplazándose a las lejanías.
Por su parte, el trazado de las vías ferroviarias involucró la presencia de ingenieros y mano de obra británica, que debieron instalarse en las proximidades de su sitio de trabajo. En principio, este entorno cuasi rural y sin urbanizar parecía hacer contraste con el desarrollo urbano difundido por la Revolución Industrial en su país de origen. Sin embargo, fue la combinación de esta "empresa industrializadora" junto con el marco de un paisaje agreste e intocado, lo que motivó a los nuevos habitantes extranjeros a apropiarse de este espacio y hacer de él su vivienda. De esta manera y en conjunto con los ciudadanos nativos, los británicos recién llegados comenzarían a dar forma a la identidad cultural de los suburbios de la provincia de Buenos Aires. 

## Caballito
El barrio fue un emprendimiento llevado a cabo por el Banco El Hogar Argentino, una entidad financiera enfocada en facilitar el acceso a la vivienda. Fue construido alrededor del año 1923 y está delimitado por las calles: Valle (al norte), Del Barco Centenera (al este), Emilio Mitre (al oeste) y  la avenida Pedro Goyena (al sur). En sentido norte-sur lo cruzan las calles Cachimayo y Nicolás Videla, y en sentido este-oeste lo atraviesa el pasaje Antonino Ferrari, que lleva ese nombre en recuerdo del director del banco que falleció por esa época. Se encuentra a tan solo dos cuadras al sur de la avenida Juan Bautista Alberdi.
Las casas, de estilos variados, fueron proyectadas por el ingeniero Pedro Vinent, y los arquitectos Eduardo Lanús y Coni Molina. Las construyeron "Parodi y Figuini", según recuerdan las inscripciones en sus fachadas. Todas poseen un pequeño patio delantero, y con el paso de las décadas, el aumento del valor del suelo y la capacidad de ascenso social, pasaron a ser viviendas de gran categoría, muy apreciadas y de un alto precio de mercadeo.

Ante el avance de los desarrollos inmobiliarios en los alrededores, surgió la preocupación por resguardar a este conjunto homogéneo de un posible boom de la construcción que llevaría a su desaparición.

## Belgrano R

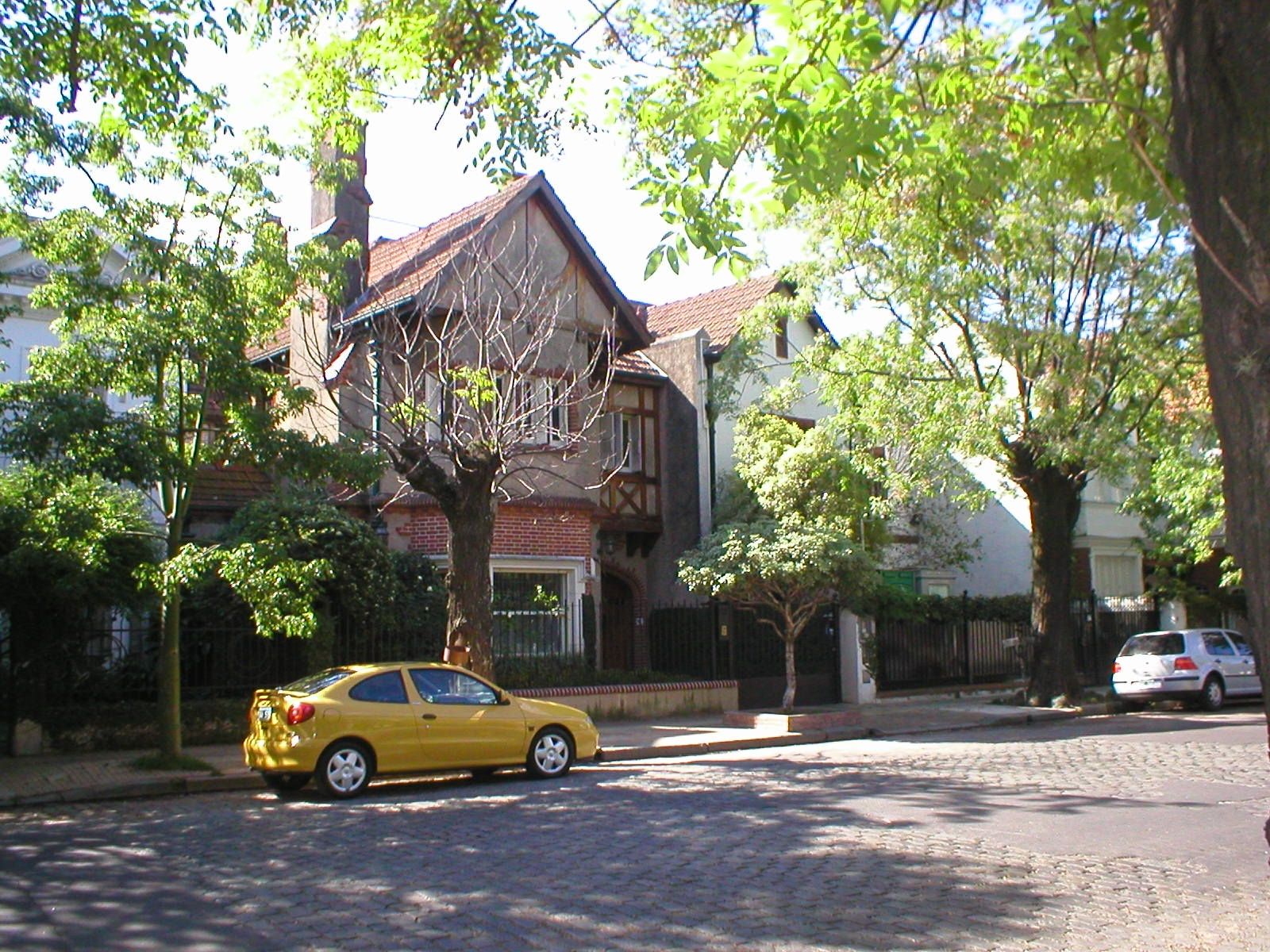
Vivienda típica de Belgrano R, de estilo arquitectónico neo-tudor.

Otro "barrio inglés" es el llamado "Belgrano R", que es una zona con gran cantidad de edificios y casas anglosajonas, que en realidad no pertenece exclusivamente al barrio de Belgrano, sino que ocupa parte de este, parte del barrio de Colegiales, parte del barrio de Villa Ortúzar, parte del barrio de Coghlan y una mínima fracción del barrio de Villa Urquiza. Algunos de los antiguos trabajadores británicos del ferrocarril y otras industrias aun viven en esta zona en situación de edad avanzada. En este barrio se ubican las embajadas y residencias de embajadores de varios países, la entidad deportiva Belgrano Athletic Club e instituciones educativas de alto nivel.